# 하이드 어웨이 (2011년 영화)
《하이드 어웨이》(영어: Hide Away)는 미국에서 제작된 크리스 에어 감독의 2011년 심리 드라마 영화이다. 조시 루커스, 아이옐레트 주레르, 제임스 크롬웰, 존 테니, 테일러 니컬스 등이 출연하였다.

## 출연
- 조시 루커스
- 아이옐레트 주레르
- 제임스 크롬웰
- 존 테니
- 테일러 니컬스
- 케이시 러보
- 앤 파바